# Bäckenalmsattel
Der Bäckenalmsattel (1536 m) ist ein Sattel in den Ammergauer Alpen auf dem Gemeindegebiet von Halblech. Der Name ist auf die nicht mehr vorhandene Bäckenalm zurückzuführen, deren ehemalige Gebäude am Sattel lagen.

## Geographie
Der Sattel trennt das westliche Ende des Klammspitzgrates auf seiner Nordseite vom Kessel mit Kesselwand und Hasentalkopf im Süden.
Von Westen ist der Sattel in nur ca. einer halben Stunde von der Kenzenhütte aus erreichbar, von Osten jedoch wesentlich länger durch das Sägertal.
Über den Sattel führen bekannte Weitwanderwege wie Maximiliansweg und Via Alpina.